# Álvaro de Bazán el Vell
Álvaro de Bazán y Solís, anomenat “el Vell” (1506 – 1558), va ser un marí espanyol, d'ascendència navarresa, que va aconseguir el grau de Capità General de les Galeres d'Espanya. Va ser el primer Senyor del Viso i segon Senyor de Finelas i Gerafe; Comanador de Castroverde, a l'Orde de Santiago ; i Capità General de les Galeres d'Espanya.

## Família
Fill d'Álvaro de Bazán y Ulloa, primer senyor de Finelas i Gerafe (m. 20 de desembre de 1491); segon fill dels Senyors de la Vall de Baztan (a Navarra) i primers Vescomtes de Palacios de la Valduerna, i de la seva esposa María de Solís, filla dels primers Ducs de Badajoz. Van ser les seves germanes Isabel de Bazán, esposa de Fadrique de Acuña, cinquè Comte de Buendía; i Mencía de Bazán, esposa de Juan de la Cueva, Senyor de Solera.
Es va casar amb Ana de Guzmán, filla dels primers Comtes de Teba, i va ser pare d'Álvaro de Bazán y Guzmán, primer Marquès de Santa Cruz de Mudela, segon Senyor del Viso i primer Senyor de Valdepeñas, que va superar en fama al seu progenitor.
També va ser pare d'altres sis fills més: Juan de Bazán, militar que va morir durant la conquesta del penyal de Vélez de la Gomera; María de Bazán, esposa de Juan de Benavides, IV Senyor de Jabalquinto (pares del primer Marquès de Jabalquinto); Alonso de Bazán y Guzmán, marí il·lustre del segle XVI; Diego de Bazán; Brianda de Bazán, esposa de Rodrigo Ponce, Senyor de la Torre; i Isabel de Bazán, esposa de Juan de Benavides.

## Campanyes
- 1520–1526: participa a la Guerra de les Comunitats al bàndol reial al comandament de dos-cents homes, i a la Jornada de Fuenterrabía
- En 1526, després de la mort de Juan de Velasco, ocupa el seu lloc com a Capità General de les Galeres d'Espanya
- El 1532 guanya la ciutat d'Oney, amb deu galeres; amb el botí d'aquesta conquesta incrementarà el nombre de les galeres d'Espanya
- El 1533 captura el corsari turc Jabanarraez, a Falkavivas
- El 1535 dirigeix les galeres d'Espanya en la campanya de l'emperador Carles V a Tunísia
- El 1536 pren la galera capitana d'una armada algeriana que, en unió amb vaixells francesos, pretenien atacar les costes espanyoles
- En 1539 Carles I ven a don Álvaro les viles del Viso del Marqués i Santa Cruz de Mudela, on el seu fill faria construir un bell palau renaixentista, que es convertiria en la residència dels seus descendents (actualment és la seu de l'Arxiu General de la Marina)
- El 22 de novembre de 1543, en absència de l'Emperador, va prendre la iniciativa d'assumir el comandament de les naus de Les Quatro Villas, de Biscaia i de Guipúscoa, derrotant als francesos manats per l'Almirall Burye a la batalla de Muros
- El 1550 obté privilegis per fabricar gruixuts galions i galiasses de la seva invenció amb els quals poder cobrir la ruta d'Índies.[1]
- Des de 1554 i durant cinc anys custodia les costes espanyoles i americanes contra possibles atacs, capturant nombrosos baixos enemics.